# Национални парк Пирин
Национални парк Пирин (буг. Национален парк Пирин) је национални парк у југозападној Бугарској, а састоји се од већег дела планине Пирин од 274 km² на 1.008-2.914 m надморске висине. Уз његове границе налазе се још два парка природе, Баюви дупки - Джинджирица, један од најстаријих у земљи, и Юлен, који заједно чине 403,32 km² заштићеног подручја.
Парк Вирен је основан 8. августа 1962. године у жељи очувања шума на највишем делу планине. Тада се простирао на скромних 64 km². У Банском је основан одвојени део парка 1979. године, да би оба дела под истим именом као Национални парк Пирин били уписани на УНЕСКО-в списак места Светске баштине у Европи 1983. године.
Због велике разлике у рељефу у парку се може наћи велика разноликост биљног и животињског живота, због чега је једно од најзанимљивијих подручја за ботаничаре и зоологе. Разликују се три биљна појаса зависно о висини: шумска клима, подалпска и алпска клима. Ту се налази око 1.300 врста виших биљака и 300 врста маховине (30% целог биљног живота у Бугарској), од тога је 18 ендемских врста попут рунолиста, симбола Пирина.
Око 2090 врста и подврста кичмењака се може пронаћи у парку, од којих су око 300 ретких врста, 214 ендемских и 175 реликта, као и 15 који су на међународном списку угрожених врста. У парку се може наћи 6 врста риба, 8 врста мрмољка и 11 врста рептила, 160 врста птица (40% врста птица Бугарске), затим 45 врсте сисара (50% врста у Бугарској) укључујући 12 врста слепих мишева, и ендемске дивљу козу и мрког медведа.
- Врх Вирен изнад Поповог језера
- Водопад с Поповог језера
- Башлијски чукар
- Ваљавишко језеро
- Бајкушева мура, 24 m висока муника која је најстарије дрво у Бугарској
- Забешкото језеро и Муратов врх зими
- Момина кула
- Врх Конарево и Перлишка језера